# Tomatenpuree (Urbanus-album)
Tomatenpuree is het 43ste album in de stripreeks De avonturen van Urbanus uit 1993.

## Inhoud
Urbanus en zijn gezin kijken naar een stomme film van één Urbanus' voorouders. Ze vinden het maar een magere film en besluiten zelf de "eerste Vlaamse western" op te nemen. Hiervoor nodigen ze alle dorpelingen uit Tollembeek uit voor een rol.

## Culturele verwijzingen
- De "stomme film" waar Urbanus' gezin naar kijkt wordt in zwart-wit foto's met Urbanus (artiest) en Willy Linthout getoond.
- César merkt op dat hij altijd al een bedscène met Marilyn Monroe wilde opnemen. Wanneer men hem er op attent maakt dat ze al overleden is, antwoordt hij: "Een sterfbedscène dan."